# Ralph Solecki
Ralph Solecki (ur. 15 października 1917 w Brooklynie, Nowy Jork, zm. 20 marca 2019 w Livingston, New Jersey) — archeolog amerykański, odkrywca śladów funeralnej kultury neandertalskiej.

## Życiorys
Pochodził z rodziny polskich emigrantów. Jego ojciec, Casimir Solecki był brokerem ubezpieczeniowym, matka Mary (z domu Tarnowska) opiekowała się domem rodzinnym. Urodził się jako Stefan Rafael, jednak całe dorosłe życie posługiwał się imieniem Ralph. Jego żona Rose Solecki (nazwisko panieńskie Muriel Lilien), także była znanym archeologiem. Mieli dwóch synów, William jest geografem, John pracownikiem UNHCR. W 1942 roku uzyskał tytuł bakałarza (BS) na City College miasta Nowy Jork. 

## Działalność
Archeologią zainteresował się jeszcze jako dziecko pod wpływem doniesień o odkryciu przez Howarda Cartera grobowca Tutanchamona. Po przeprowadzce rodziny do Cutchogue na Long Island, rozpoczął ze swym przyjacielem Stanleyem Wisniewskim amatorskie poszukiwania archeologiczne śladów pozostawionych przez rdzennych Amerykanów. W 1936 odkryli resztki fortu z 1630 roku. Od 1942 do 1945 służył w wojsku walcząc w Europie. Po wojnie wykorzystując kartę weterana na bazie badań fortu uzyskał tytuł magistra (MS) w 1946-48 na Uniwersytecie Columbia. Później prowadził wykopaliska na Alasce.
Od 1959 do 1988 był profesorem Uniwersytetu Columbia. Najbardziej znany jest z prowadzonych w latach 1951–1965 pionierskich wykopalisk w neandertalskiej jaskini Szanidar w irackim Kurdystanie, gdzie odkrył m.in. w pochówkach neandertalskich sprzed ok. 50 tys. lat ślady wskazujące na obrzędy pogrzebowe. Dzięki analizie pyłków zgromadzonych w odkrytym grobie wywnioskował, że zmarły został pochowany na łożu z kwiatów. Odkrycie i jego udokumentowanie przez Soleckiego pozwoliło na zerwanie z dominującym wcześniej stereotypem prymitywnego neandertalczyka. Zwieńczeniem prac w Szanigar jest książka napisana na emeryturze przez małżeństwo razem z Anagnostisem P. Agelarakisem .
Zajmował się także rozwojem archeologii lotniczej i interpretacji zebranych w ten sposób zbiorów.

## Upamiętnienie
Od 2009 roku Center for Archeology Uniwersytetu Columbia nadaje młodym archeologom nagrodę imienia jego i żony, The Ralph and Rose Solecki Award. Ich zbiory zostały przekazane Smithsonian Institution.

## Książki
- Ralph S. Solecki: Shanidar. The First Flower People. Nowy Jork: Knopf, 1971. ISBN 0-394-44511-2. (ang.). Brak numerów stron w książce
- Ralph S. Solecki: Shanidar. The Humanity of Neanderthal Man. Allen Lane, 1972. ISBN 0-7139-0306-6. (ang.). Brak numerów stron w książce
- Ralph S. Solecki, Rose L. Solecki, Anagnostis P. Agelarakis: The Proto-Neolithic Cemetery in Shanidar Cave. Texas A&M University Press, 2004.